# ZAGI A-13
Der ZAGI A-13 (russisch ЦАГИ А-13) war ein sowjetischer Tragschrauber aus den 1930er Jahren.

## Geschichte
Der A-13 wurde ab 1935 als direkte Weiterentwicklung des A-8 von W.A. Kusnezow in der Abteilung für Sonderkonstruktionen (OOK) innerhalb des ZAGI entwickelt. Er sollte bessere Leistungsdaten als sein Vorgänger aufweisen und erhielt darum eine aerodynamisch günstigere Formgebung und verkleidete Haupträder. Zusätzlich wurde versucht, möglichst viel Gewicht einzusparen. Die V-Stellung des Tragflügelstummelpaares wurde verstärkt und dessen Vorderkanten gepfeilt. Die Steuerung erfolgte wie beim A-8 über den verstellbaren Rotorkopf. Das verwendete M-11-Triebwerk erhielt einen Townend-Ring.
Anfang 1936 ging der A-13, aufgrund der Jahreszeit mit einem Skifahrwerk ausgerüstet, in die Erprobung. Trotz der getroffenen Maßnahmen zur Leistungssteigerung erflog der Tragschrauber nur geringfügig bessere Werte als der A-8. Zudem stellten die beiden Testpiloten Korsinschtschikow und Tschernawski Vibrationen des Leitwerks fest. Zwar konnten diese durch eine Verstärkung der Zelle beseitigt werden, jedoch stieg dadurch das Startgewicht an und führte zu noch schlechteren Leistungsparametern. Die Tests wurden deshalb beendet. Als Nächstes wandte sich Kusnezow dem Nachfolger A-15 zu, der als Aufklärungs- und Feuerleit-Tragschrauber in Serienproduktion gehen sollte. Aufgrund des Absturzes des zur selben Zeit getesteten A-12, bei dem der Pilot Korsyrow ums Leben kam, wurde das Tragschrauberprogramm des ZAGI jedoch beendet, so dass der A-13 das letzte Tragschraubermodell Kusnezows war, welches noch im Flug erprobt wurde.

## Technische Daten
| Kenngröße              | Daten                                                 |
| ---------------------- | ----------------------------------------------------- |
| Besatzung              | 2                                                     |
| Länge                  | 6,7 m                                                 |
| Rotorkreisdurchmesser  | 11,5 m                                                |
| Spannweite             | 6,50 m                                                |
| Flügelfläche           | 5,6 m²                                                |
| Höhe                   | 3,2 m                                                 |
| Startstrecke           | 30–40 m                                               |
| Leermasse              | 540 kg                                                |
| Startmasse             | 802 kg                                                |
| Triebwerk              | ein luftgekühlter 5-Zylinder-Sternmotor Schwezow M-11 |
| Leistung               | 100 PS (74 kW)                                        |
| Höchstgeschwindigkeit  | 150 km/h                                              |
| Mindestgeschwindigkeit | 45 km/h                                               |
| Reichweite             | 250 km                                                |
| Gipfelhöhe             | 3000 m                                                |
| Flugdauer              | 2 h                                                   |